# Ksour Essef
Ksour Essef es una ciudad de la gobernación de Mahdía en Túnez. En abril de 2014 tenía una población censada de 28 842 habitantes.
Se encuentra en el este del país, cerca la costa del mar Mediterráneo y la ciudad de Mahdía. Ksour Essef es conocido como el lugar de nacimiento del poeta Youssef Rzouga.

## Etimología
Según la tradición oral, el lugar estaba ocupado por un sistema de fortificaciones romanas en ruinas, que sirvieron como refugio para los gavilanes (sâf), de donde recibió el nombre de «Castillo de los Gavilanes». Esta leyenda no es del todo mentira, ya que un texto atestigua que la aristocracia de Mahdia, ubicada a doce kilómetros de Ksour Essef, estaba acostumbrada a cazar gavilanes en la región de Salakta y sus alrededores.

## Geografía
Ksour Essef está dividida en muchos suburbios, incluyendo El Baabouss, El Tafalla, Bab El Ksar y la ciudad Mallaji. Hay varias playas cerca del pueblo de Salakta.

## Historia
La creación de la ciudad coincidió con la llegada de los Banu Hilal en 1050. Tras la destrucción de la ciudad de Salakta y la llegada de los árabes, la mayoría de los habitantes púnicos, griegos y romanos se convirtieron al Islam.

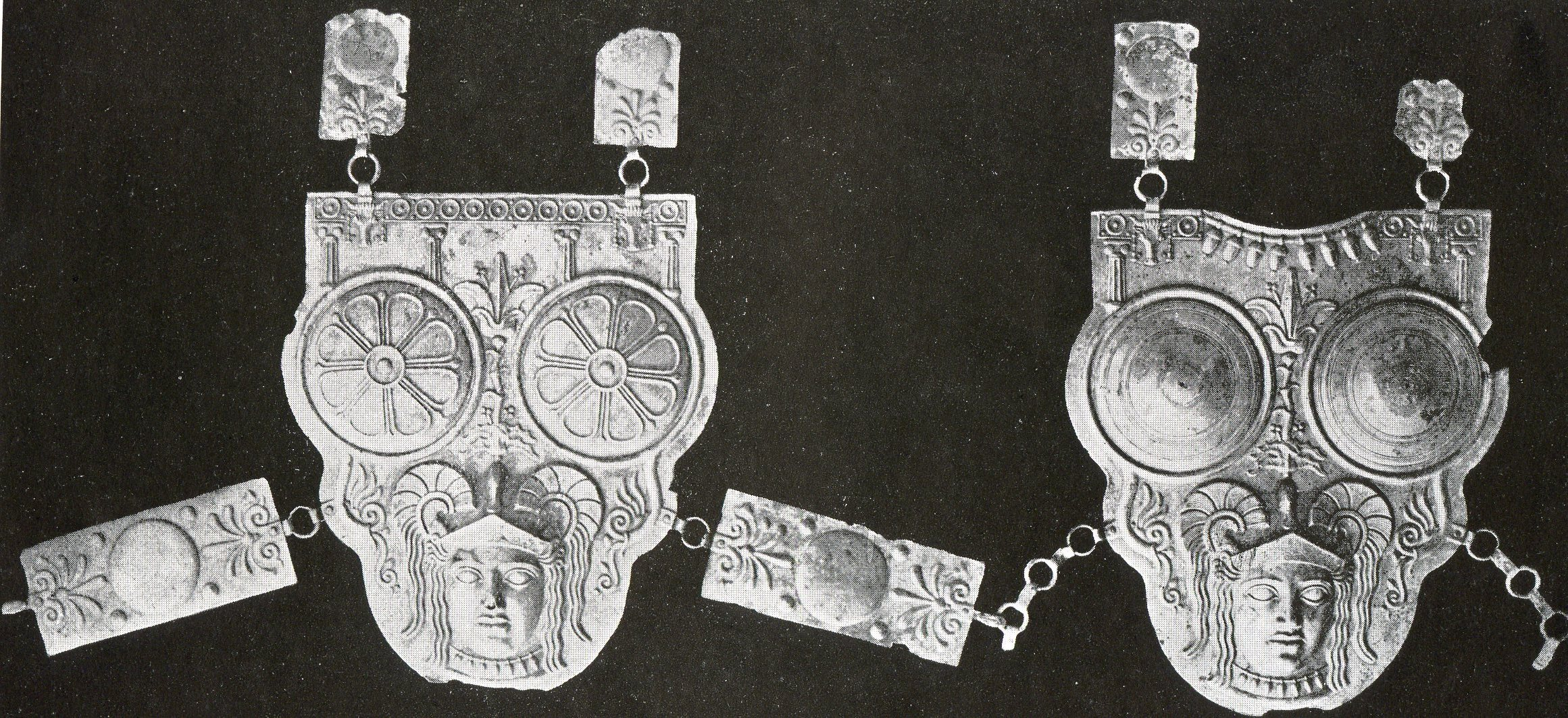
La coraza de Ksour Essef expuesta en el Museo Nacional del Bardo

Una de las piezas más hermosas del Museo Nacional del Bardo es una coraza de bronce que se encontró en un sepulcro local, descubierto en 1910. Es una importación de Italia fechable alrededor del año 300 a. C. El difunto había sido enterrado en un sarcófago de madera de ciprés que tenía restos del ocre utilizado en el funeral, al igual que los huesos. Este ataúd es similar al que se encontró en Gigthis con las siguientes dimensiones: 84 cm de alto, 180 cm de largo y 68 cm de ancho.

## Economía
La economía de Ksour Essef está basada en la agricultura, la pesca, el comercio y la emigración. De hecho, los migrantes participan directamente en su desarrollo económico e invierten en él, especialmente en la construcción de viviendas y el establecimiento del comercio y de la industria. Asimismo, los viernes hay un mercado en el centro de la ciudad. 
En esta región, además, parte de la población también vive del producto de la aceituna y últimamente se ha beneficiado del suministro de electricidad y agua en la zensfine, que son grupos de casas familiares que han cultivado aceitunas en conjunto durante muchas generaciones.

## Verr también
- Lista de ciudades en Túnez